# 라우라 옴룹
라우라 옴룹 (Laura Omloop, 1999년 5월 18일 ~ )는 벨기에의 팝가수 및 싱어송라이터이다. 9살 어린나이에 우크라이나 키에프에서 개최된 2009 주니어 유로비전 콘테스트에 벨기에 대표로 출전하면서 이름을 알리기 시작했다. 경쾌한 리듬의 요들이 삽입된 'Zo Verliefd' 곡으로 113포인트를 얻어 전체 4위를 수상하였다.

## 음반 목록

### 싱글 앨범
- 《Zo Verliefd》 (2009)
- 《Stapelgek Op Jou》 (2010)

### 정규 앨범
- 《Verliefd》 (2010)
- 《Wereld vol Kleuren》 (2011)
- 《Klaar Voor!》 (2012)
- 《Meer》 (2014)
- 《Zo zonder jou》 (2015)